# Maapadema Nanda
Maapadema Nanda (450 a.C. — 362 a.C.) foi o primeiro monarca do Império Nanda, dinastia que estendeu-se num período de tempo entre o ano de 424 a.C. e o ano 321 a.C. Ele governou desde 424 a.C. Ele foi antecedido no trono por Maanandim, o seu pai, e sucedido por Panduca.